# Muqtar Muqtarov
Muqtar Muqtarov (kazakiska: Мұқтар Мұқтаров, Muqtar Muqtarov, ryska: Мухта́р Мухта́ров, Muchtar Muchtarov), född 6 januari 1986 i Sovjetunionen, är en kazakisk fotbollsspelare som sedan säsongen 2012 spelar för klubben Ordabasy i Premjer Ligasy.

## Karriär

### Klubbkarriär
Muqtarov inledde sin karriär i klubben Ordabasy från Sjymkent i Kazakstan. Mellan år 2003 och 2004 spelade han i klubbens reservlag. 2005 flyttades han upp i A-laget och blev snabbt en ordinarie spelare i truppen. År 2011 gjorde han det enda målet i finalen av kazakiska cupen mot Tobol Kostanaj vilket innebar att klubben vann cupen. I januari 2012 skrev han på för Premjer Ligasy-konkurrenten FK Astana. Muqtarov spelade dock inte länge i Astana och under sommarens transferfönster 2012 gick han tillbaka till Ordabasy.

### Internationell karriär
Muqtarov debuterade i Kazakstans herrlandslag i fotboll under turnén King's Cup i Thailand 2006. Efter att inte ha tagits ut i landslagstruppen på 5 år gjorde han år 2011 comeback i landslaget.

## Prestationer
Ordabasy
- Vinnare av kazakiska cupen: 2011
- Tvåa i kazakiska cupen: 2007
- Bästa mittback i ligan: 2011

## Privatliv
Muqtarov är född 1986 och har turkiskt påbrå. Hans son, Arda, är döpt efter den framgångsrike turkiske fotbollsspelaren Arda Turan.